# Yahya Ahmad
Yahya Ahmad (* 7. August 1954) ist ein ehemaliger malaysischer Radrennfahrer.

## Sportliche Laufbahn
Ahmad war im Straßenradsport aktiv und Teilnehmer der Olympischen Sommerspiele 1976 in Montreal. Das olympische Straßenrennen beendete er nicht. Über sein weiteres Leben und seine sportlichen Erfolge ist nichts bekannt.